# Luke Marshall

a Compétitions nationales et continentales officielles uniquement.

b Matchs officiels uniquement.
Dernière mise à jour le 7 mars 2025.
Luke Marshall, né le 3 mars 1991 à Ballymoney, est un joueur international irlandais de rugby à XV évoluant au poste de centre. Il joue avec l'Ulster entre 2010 et 2024. 

## Biographie
Le 24 février 2013, il honore sa première cape internationale contre l'Écosse lors du Tournoi des Six Nations 2013.

## Statistiques internationales
Au 5 juillet 2023, Luke Marshall compte onze sélections, toutes en tant que titulaire, depuis sa première sélection le 24 février 2013 à Lansdowne Road face à l'Écosse. Il inscrit dix points, deux essais.
Il participe à deux éditions du Tournoi des Six Nations, en 2013 et 2014. Il dispute quatre rencontres.